# Barraca XXVII (Aiguamúrcia)
La Barraca XXVII és una obra d'Aiguamúrcia (Alt Camp) inclosa a l'Inventari del Patrimoni Arquitectònic de Catalunya.

## Descripció
És una gran construcció de planta composta disposada en "L" i amb un sol portal d'accés. L'alçada de la façana és de 3'10m pels mateixos d'amplada. La primera estança té unes dimensions interiors de 2'70m d'amplada per 3 de fondària, és coberta amb falsa cúpula i "casella" i té una alçada de 4'25m. En aquesta estança hi ha la menjadora.
Per accedir a l'estança interior cal creuar un arc de pas. Aquesta és circular amb un diàmetre de 3'67m. Està coberta amb falsa cúpula i "casella".
Aquesta barraca és especialment esmentada en el treball que l'arquitecte Joan Rubió va presentar a l'"Anuario de la Asociación de Arquitectos de Cataluña" l'any 1914, deia així:
"Per aventurada que sigui vull fer l'afirmació de que ella és una de les construccions que amb més perfecció s'han aixecat a la nostra terra".